# Suren Petrosjan
Suren Grigorjewicz Petrosjan (ros. Сурен Григорьевич Петросян, orm. Սուրեն Գրիգորի Պետրոսյան, ur. 2 grudnia?/15 grudnia 1916 we wsi Rew obecnie w rejonie Askeran w Górskim Karabachu, zm. 25 listopada 1996 w Erywaniu) – radziecki wojskowy narodowości ormiańskiej, kapitan, Bohater Związku Radzieckiego (1944).

## Życiorys
Urodził się w ormiańskiej rodzinie chłopskiej. Skończył szkołę, od września 1939 służył w Armii Czerwonej, w 1942 ukończył kursy doskonalenia kadry dowódczej. Od września 1942 uczestniczył w wojnie z Niemcami, dowodził kompanią moździerzy i kompanią piechoty na Froncie Południowo-Zachodnim, później dowodził batalionem w 5 Gwardyjskiej Brygadzie Powietrznodesantowej 52 Armii 2 Frontu Ukraińskiego jako starszy porucznik. Wyróżnił się podczas forsowaniu Dniepru i walkach na przyczółku na zachodnim brzegu Dniepru w rejonie czerkaskim w obwodzie czerkaskim w listopadzie 1943, gdy dowodzony przez niego batalion działający na tyłach wroga zniszczył sztab niemieckiego batalionu we wsi Potok, a później zdobył dwa ufortyfikowane punkty, zadając wrogowi duże straty. W 1945 został zwolniony do rezerwy w stopniu kapitana, pracował w rejonowym komitecie partyjnym w Kirowakanie, później w organach Ministerstwa Spraw Wewnętrznych Armeńskiej SRR, w 1973 zakończył służbę w stopniu podpułkownika milicji.

## Odznaczenia
- Złota Gwiazda Bohatera Związku Radzieckiego (24 kwietnia 1944)
- Order Lenina (24 kwietnia 1944)
- Order Czerwonego Sztandaru (1943)
- Order Wojny Ojczyźnianej I klasy (11 marca 1985)
- Order Czerwonej Gwiazdy (dwukrotnie, 15 marca 1942 i 29 października 1943)
- Medal „Partyzantowi Wojny Ojczyźnianej” I klasy (1944)
- Medal „Za zasługi bojowe” (20 marca 1952)

I inne.